# Erysiphales

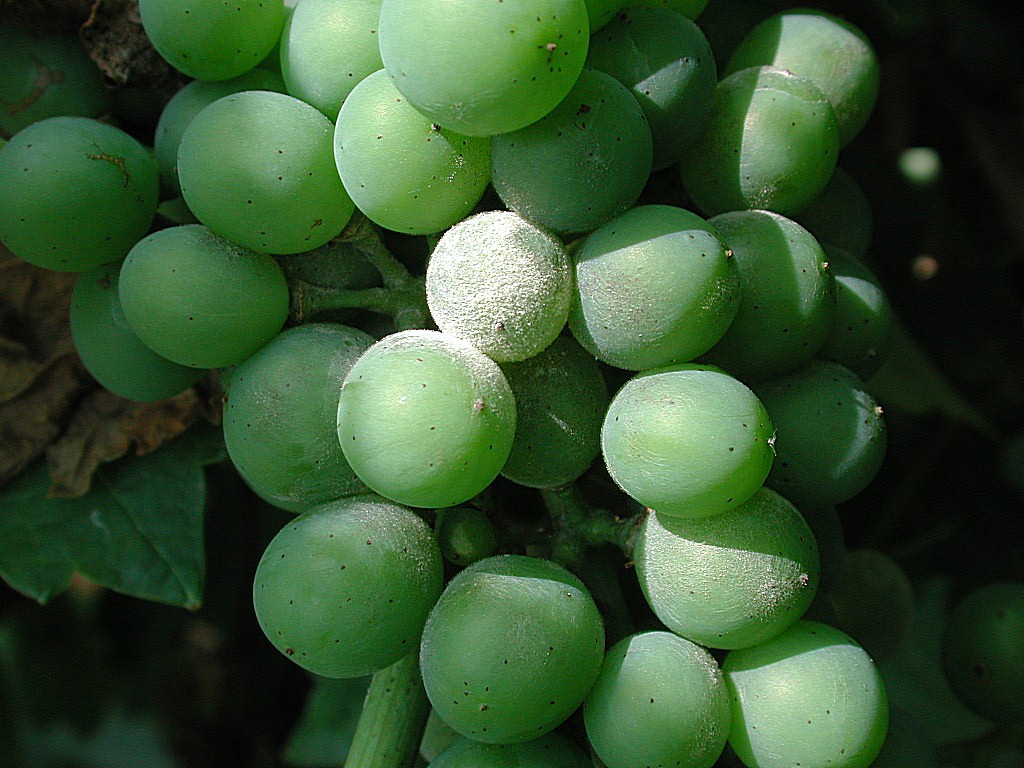
Oídio pulverulento num cacho de uvas

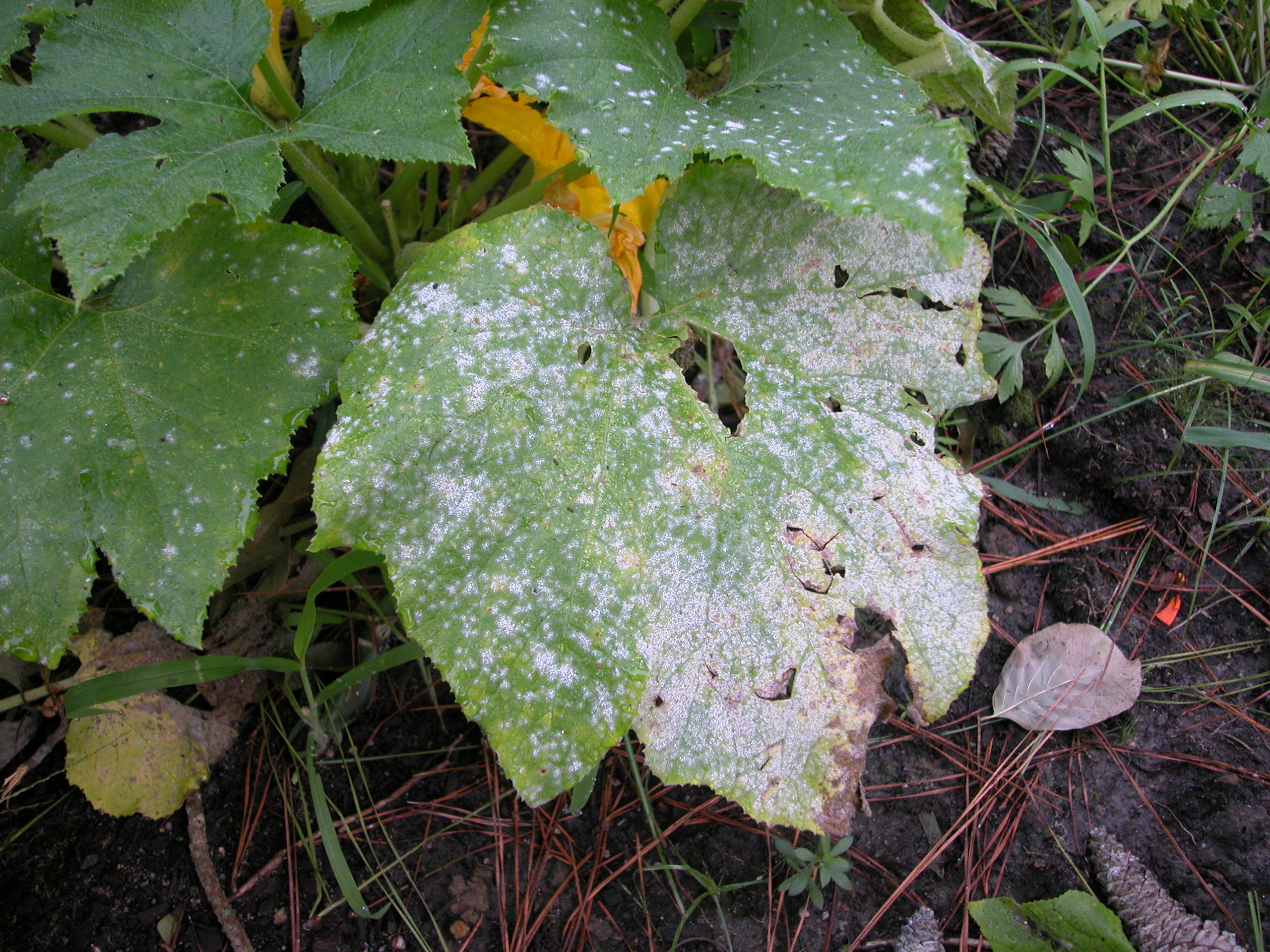
Oídio pulverulento numa folha de abóbora

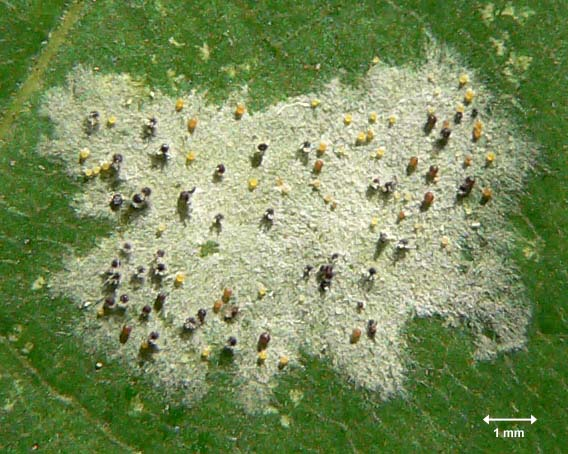
Detalhe de uma infecção de Uncinula tulasnei.

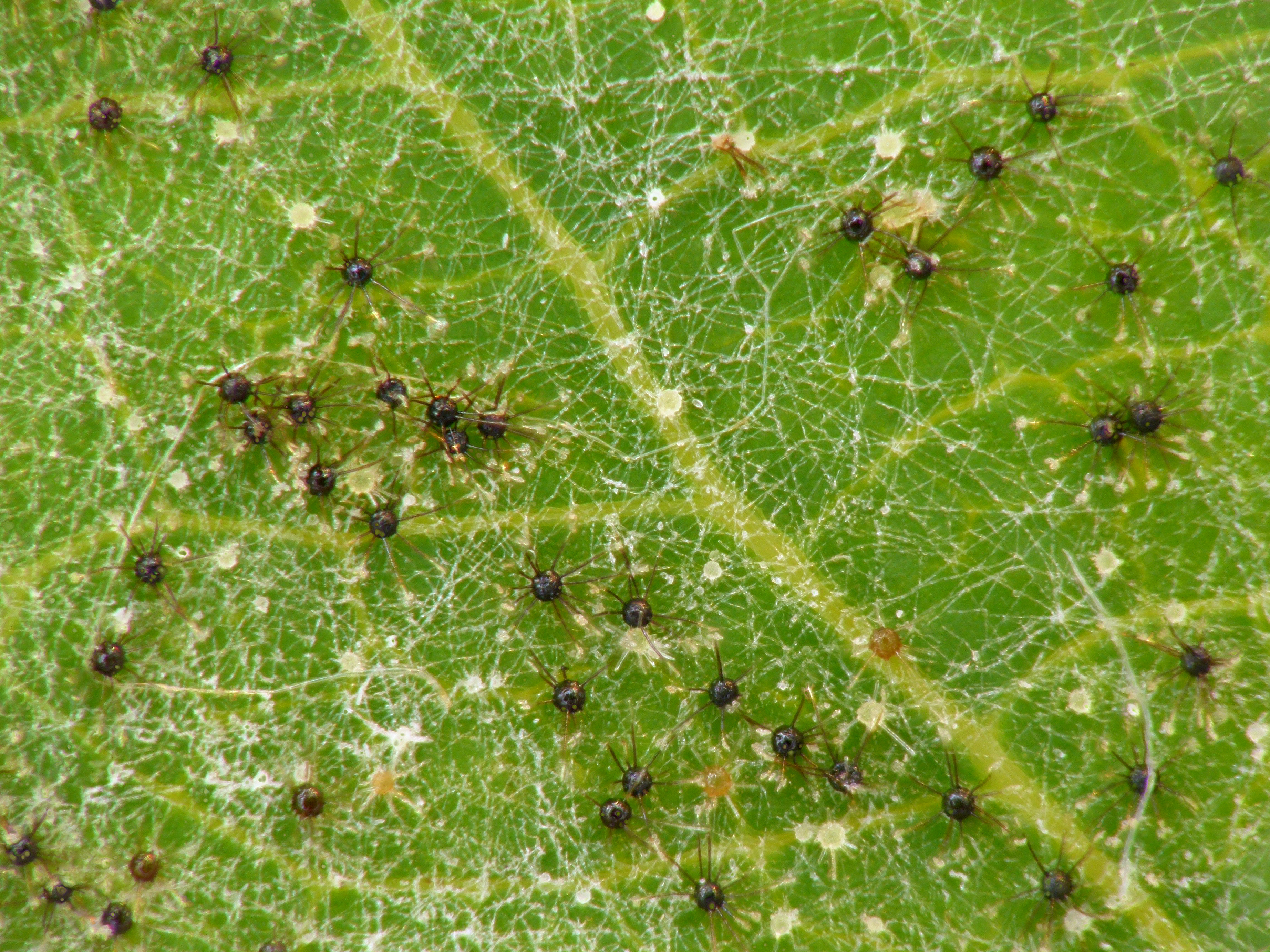
Infecção por Uncinula tulasnei (ampliação).

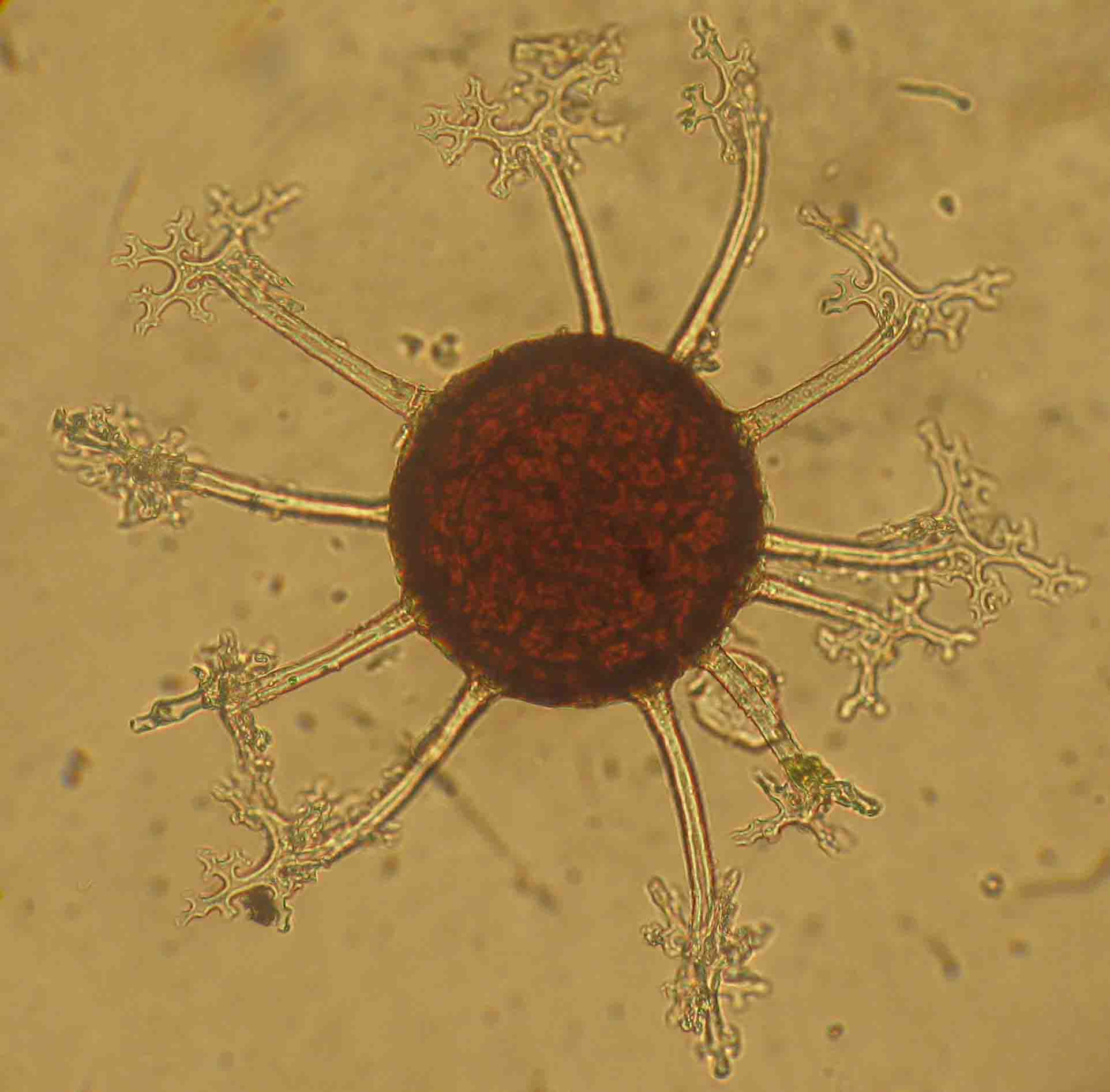
Cleistotécio de Microsphaera alphitoides sobre uma folha de carvalho.

Erysiphales é uma ordem monofilética de fungos ascomicetos, monotípica, integrando como única família os Erysiphaceae. Os fungos que integram este agrupamento taxonómico são biotrofos ectoparasitas obrigatórios de múltiplas espécies de angiospérmicas, entre as quais muitas espécies com interesse agronómico. Muitas espécies deste grupo taxonómico causam as doenças das plantas conhecidas por oídio pulverulento, o que dá ao grupo uma grande importância económica.

## Sistemática
A ordem contém apenas a família Erysiphaceae, com 28 géneros e cerca de espécies. Muitos fungos imperfeitos (fungos cuja reprodução sexual é desconhecida) pertencem a este agrupamento taxonómico, especialmente os fungos dos géneros Oidium com grande importância económica por serem importantes patógenos das plantas.
Estudos recentes de sistemática molecular revelaram a existência de seis linhagem evolucionárias principais. Essas linhas evolucionárias são congruentes com a análise de diversas características morfológicas,. As linhas evolucionárias são as seguintes: :
- Clade 1 — Erysiphe, Microsphaera e Uncinula, agrupando espécies que apresentam uma fase mistospórica do tipo Oidium subgénero Pseudoidium.
- Clade 2 — Erysiphe galeopsidis e Erysiphe cumminsiana (anamorfos do tipo Oidium subgénero Striatoidium).
- Clade 3 — espécies de Erysiphe que apresentam anamorfos do tipo Oidium subgénero Reticuloidium.
- Clade 4 — Leveillula e Phyllactinia que apresentam estados mistospóricos do tipo Oidiopsis e Ovulariopsis, respectivamente.
- Clade 5 — Sphaerotheca, Podosphaera e Cystotheca, com estados mitospóricos do tipo Oidium subgénero Fibroidium e Setoidium.
- Clade 6 — Blumeria graminis, que tem um estado mitospórico do tipo Oidium subgénero Oidium.

## Ecologia
Os fungos do grupo Erysiphales são parasitas obrigatórios em folhas e frutos de angiospérmicas, causando as fitopatologias conhecidas por oídio pulverulento. A maioria das tentativas de cultivar estes fungos em cultura microbiológica falharam.

## Características
Os fungos do grupo Erysiphales apresentam um micélio superficial que extrai nutrientes da planta hospedeira através de hifas especializadas que penetram as células epidérmicas da planta com órgão de obsorção especializados designados por haustórios.
Os estados teleomorfos são geralmente mais distintos e diversos que os anamorfos. Não é seguro que os ascos sejam bitunicados ou unitunicado (i.e. consistem numa ou duas camadas celulares).
Os cleistotécios apresentam os ascos arranjados em camadas himeniais, semelhantes a peritécios.
Os cleistotécios (casmotécios) são minúsculos, geralmente não muito superiores a 0.1 mm de diâmetro. Da parede externa dos cleistotécios projectam-se hifas especializadas. O número de ascos por ascoma varia e é uma característica importante na distinção entres géneros.
Os Erysiphales são notáveis pela presença de intrincadas hifas especializadas cuja estrutura segue uma geometria fractal ditada por séries de Fibonacci que são utilizadas para identificação das espécies.

## Ciclo de vida
A infecção da planta hospedeira começa com os ascosporos sexuais ou com os conídios assexuais germinando na superfície das folhas ou caules da planta. Da germinação resulta a formação de um micélio septado formado por células uninucleadas. Na maioria dos casos, o oídio pulverulento resultante desta germinação apenas ataca as células epidérmicas da planta.
A porção externa do micélio, que fica no exterior sobre a superfície da folha ou caule, desenvolve conidióforos curtos e erectos, cada um dos quais produz uma fiada única de esporos cilíndricos, dos quais os mais jovens formam-se na base. São estas estruturas, essencialmente formadas por uma miríade de conidióforos, que dão à superfície das plantas afectadas o típico aspecto pulverulento que caracteriza este tipo de oídio.
Os esporos maduros destacam-se e são facilmente dispersos pelo vento, causando novas infecções.
No final do ciclo de vida, geralmente no outono, são produzidos cleistotécios sexuais, os quais correspondem ao estado de repouso (hibernante) do patógeno. Os ascosporos permanecem dormentes todo o inverno para germinarem na primavera seguinte. Quando os ascos se expandem, provocam a ruptura da parede do casmotécio, libertando os ascosporos no ar.

## Géneros
A família Erysiphaceae inclui os seguintes géneros:
- Arthrocladiella
- Blumeria
- Brasiliomyces
- Bulbomicrosphaera
- Bulbouncinula
- Caespitotheca
- Cystotheca
- Erysiphe (Oidium)
- Golvinomyces
- Leveillula (Oidiopsis)
- Medusosphaera
- Microsphaera
- Neoerysiphe
- Phyllactinia (Ovulariopsis)
- Pleochaeta
- Podosphaera
- Sawadaea
- Setoerysiphe
- Sphaerotheca
- Typhulochaeta
- Uncinula
- Uncinuliella